# Los Castillos (Catamarca)
Los Castillos es una localidad argentina de la provincia de Catamarca, dentro Departamento Ambato.

## Geografía

### Población
Cuenta con 195 habitantes (Indec, 2001), lo que representa un incremento del 39,28% frente a los 140 habitantes (Indec, 1991) del censo anterior.